# Roborace
Roborace  е международен клас безпилотно автомобилно състезание, провеждащо се от 2016 година и осъществяващо се в рамките на етапите на Формула Е (на английски: FIA Formula E Championship). Целта на новия клас е демонстрация на възможностите на използване на изкуствения интелект и роботите в спорт с високи технологии.

## Обзор
Идеята за създаването на това състезание се появява след успеха на Формула Е. В 10-те етапа, които се провеждат на същите улични трасета като Формула Е ще участват не по-малко от 9 отбора. Всички отбори получават по две еднакви машини, но използваат собствени програми и технологии на изкуствен интелект. Състезанието е с продължителност 1 час.
Това ще бъде първото състезание в света за коли без пилоти. От септември 2017, официалният Главен изпълнителен директор (CEO) е Лукас ди Граси, който е шампион на Formula E за 2016 – 2017 г.

## Регламент
Регламентът се намира в разработка.

## Календар от първи сезон
За провеждането на всяко състезание от Roborace трасетата допълнително ще се оборудват със специална маркировка и електронни маяци.
| Състезание     | Град            | Дата |
| -------------- | --------------- | ---- |
| Китай          | Пекин           |      |
| Малайзия       | Путраджая       |      |
| Уругвай        | Пунта-дель-Эсте |      |
| Аржентина      | Буэнос-Айрес    |      |
| Мексико        | Мексико         |      |
| САЩ            | Лонг-Бич        |      |
| Франция        | Париж           |      |
| Германия       | Берлин          |      |
| Русия          | Москва          |      |
| Великобритания | Лондон          |      |